# Estonia 25
Estonia 25 – samochód wyścigowy konstrukcji TARK, zaprojektowany przez Aleksandra Sadowskiego i Jaanusa Heinsara, produkowany w latach 1989–1994.

## Konstrukcja
Główną ideą przy projektowaniu modelu było stworzenie pojazdu o zbliżonych cechach do nowoczesnych samochodów Formuły 3. Prace nad projektem rozpoczęły się pod koniec 1987 roku, a pierwsze testy prototypów miały miejsce w połowie 1989 roku. Po pomyślnych testach rozpoczęto produkcję eksperymentalnej partii samochodów, które miały uczestniczyć w sezonie 1990. Z tych samochodów korzystali m.in. Toivo Asmer, Mart Kongo i Urmas Põld, który był również testerem modelu. Z powodu wysokich kosztów stworzono również uproszczoną modyfikację (25.20), która była oparta na ramie rurowej i cięższa o pięć kilogramów od pierwowzoru, ale za to tańsza od niego o 10 tysięcy rubli.
Konstrukcja Estonii 25 była oparta na aluminiowym monokoku wypełnionym pianką poliuretanową. Konstrukcja zawieszenia umożliwiała zmianę ustawień podwozia w zależności od konfiguracji toru. Konstrukcja modelu była zaprojektowana, aby używać w nim silnika WAZ 2106, WAZ 21083 lub Volkswagen Golf I GTI. Instalowano również, na indywidualne zamówienie, silniki WAZ 21011 lub WAZ 2105, używane w Formule Easter, a także jednostki marek Moskwicz i Ford.
Model był szeroko używany w całym ZSRR oraz republikach poradzieckich, a także w Niemczech i Polsce. Jego produkcja trwała do 1994 roku. Ogółem wyprodukowano 66 modeli, w tym 48 w wariancie 25.20.